# Whistlestop
Whistlestop znany także pod nazwą whistlestop tour jest to termin z zakresu marketingu politycznego, działań prowadzonych w ramach węższego, marketingu wyborczego. Jest to zbiór krótkich spotkań polityka w trakcie kampanii wyborczej z wyborcami, najczęściej w małych miastach, przy zachowaniu formy objazdowej.
Zjawisko zauważalne jest z reguły jedynie na gruncie amerykańskim, gdzie powstało i dojrzewało przez lata. Związane ze strategicznym znaczeniem kolei w okresie Rewolucji przemysłowej, jako głównego środka lokomocji.

## Historia
W XIX wieku, gdy koleje żelazne stanowiły najczęstszą metodę podróżowania na długie dystanse na terenach rozległych, takich jak Stany Zjednoczone, politycy wykorzystywali ją do przemieszczania się z miasta do miasta. Na każdym przystanku polityk (kandydat) wygłaszał przemowę, którą prowadził z pociągu, zazwyczaj nie schodząc nawet z niego na teren peronu. Przemowy te były prowadzone zazwyczaj z platformy znajdującej się na tylnej części pociągu.
Tego typu podróże stanowiły ważny element kampanii wyborczej w Stanach Zjednoczonych w kolejnych latach. We wrześniu 1948 roku w podobną podróż wyruszył Harry Truman. 17-wagonowy pociąg, którym podróżował nazwano wówczas „Magellan”.
Podobnych podróży dokonywali również m.in. Ronald Reagan, Franklin D. Roosvelt, Richard Nixon, Woodrow Wilson, John F. Kennedy oraz Gerald Ford.